# ウェブドットコムツアー
コーン・フェリーツアー（Korn Ferry Tour）はPGAツアーが運営する同ツアーの下部ツアーである。

## 歴史
1990年、PGAツアーは、レギュラーツアーの出場資格を得ない若手選手や賞金ランキングの下位の選手らの育成を目的として新たに2軍（サテライト）ツアーを設けた。
この2軍ツアーにはシーズンを通した冠協賛スポンサーがついており、創設当時の名称はベン・ホーガンツアーであった。その後ナイキツアー、Buy.comツアーを経て、2003年から2011年まではネイションワイド・インシュアランスがスポンサーとなり、ネイションワイドツアーとなった。2012年からはウェブドットコムが10年間のスポンサー契約を交わし、ウェブドットコムツアーと改称された。2019年6月、コーン・フェリー社が10年間のスポンサー契約を交わした。
1997年以降、シーズンを通じて年間3勝をした選手には自動的にそのシーズンのPGAツアーメンバーに昇格される制度がある。

## 主な大会
- コロンビア選手権
- チリ・クラシック
- ブラジル・チャンピオンズ
- ルイジアナオープン
- サウスジョージアクラシック
- BMWチャリティープロアマ
- クリーブランドオープン
- メキシコオープン
- ユタ選手権

ファイナルズ
以下の4大会の賞金総額は100万ドルで優勝賞金は18万ドルである。フェデックスカップの126位から200位の選手とウェブドットコムツアー上位75位までの選手が参加しウェブドットコムツアー上位25名とこれらの選手以外の上位25位タイまでの選手が翌シーズンのPGAツアーの出場権が与えられる。
- DAP選手権
- アルバートソンズ・ボイシ・オープン
- ネイションワイド・チルドレンズ・ホスピタル選手権
- コーンフェリーツアー選手権（ツアー最終戦、2016年はハリケーン・マシュー接近のため中止）

## 歴代賞金王・最優秀選手
| Season | Points list | Points |
| ------ | ----------- | ------ |
| 2023   | Ben Kohles  | 1,893  |

| 年度            | レギュラーシーズン 最多得点者 | 得点            | ファイナルズ優勝       | 得点            | 年間王者               | 得点            | 最優秀選手             |
| Korn Ferry Tour | Korn Ferry Tour               | Korn Ferry Tour | Korn Ferry Tour        | Korn Ferry Tour | Korn Ferry Tour        | Korn Ferry Tour | Korn Ferry Tour        |
| --------------- | ----------------------------- | --------------- | ---------------------- | --------------- | ---------------------- | --------------- | ---------------------- |
| 2022            | 袁也淳                        | 1,819           | Justin Suh             | 1,167           | Justin Suh             | 2,312           | Justin Suh             |
| 2020–21         | Stephan Jäger                 | 2,804           | ジョセフ・ブラムレット | 1,139           | Stephan Jäger          | 3,524           | Stephan Jäger          |
| 2019            | 張新軍                        | 1,962           | スコッティ・シェフラー | 1,268           | スコッティ・シェフラー | 2,935           | スコッティ・シェフラー |

| 年度         | レギュラーシーズン 賞金王 | 獲得賞金 (US$) | ファイナルズ優勝       | 獲得賞金 (US$) | 年間賞金王             | 獲得賞金 (US$) | 最優秀選手             |
| Web.com Tour | Web.com Tour              | Web.com Tour   | Web.com Tour           | Web.com Tour   | Web.com Tour           | Web.com Tour   | Web.com Tour           |
| ------------ | ------------------------- | -------------- | ---------------------- | -------------- | ---------------------- | -------------- | ---------------------- |
| 2018         | 任成宰                    | 534,326        | デニー・マッカーシー   | 255,793        | 任成宰                 | 553,800        | 任成宰                 |
| 2017年       | ブライス・ガーネット      | 368,761        | チェッソン・ハドリー   | 298,125        | チェッソン・ハドリー   | 562,475        | チェッソン・ハドリー   |
| 2016年       | ウェスレー・ブライアン    | 449,392        | グレイソン・マレー     | 248,000        | ウェスレー・ブライアン | 449,392        | ウェスレー・ブライアン |
| 2015年       | パットン・キザー          | 518,240        | チェズ・リービー       | 323,066        | パットン・キザー       | 567,865        | パットン・キザー       |
| 2014年       | カルロス・オルティス      | 515,403        | デレク・ファーザウアー | 250,133        | アダム・ハドウィン     | 529,792        | カルロス・オルティス   |
| 2013年       | マイケル・パトナム        | 450,184        | ジョン・ピーターソン   | 230,000        | チェッソン・ハドリー   | 535,432        | マイケル・パトナム     |

| 年度            | 賞金王                     | 獲得賞金 (US$) | 最優秀選手                 |
| Web.com Tour    | Web.com Tour               | Web.com Tour   | Web.com Tour               |
| --------------- | -------------------------- | -------------- | -------------------------- |
| 2012年          | ケーシー・ウィッテンバーグ | 433,453        | ケーシー・ウィッテンバーグ |
| Nationwide Tour |                            |                |                            |
| 2011年          | J.J.キリーン               | 414,273        | J.J.キリーン               |
| 2010年          | ジェイミー・ラブマーク     | 452,951        | ジェイミー・ラブマーク     |
| 2009年          | マイケル・シム             | 644,142        | マイケル・シム             |
| 2008年          | マット・ベッテンコート     | 447,863        | ブレンドン・デ・ヨング     |
| 2007年          | リチャード・ジョンソン     | 445,421        | ニック・フラナガン         |
| 2006年          | ケン・デューク             | 382,443        | ケン・デューク             |
| 2005年          | トロイ・マッテソン         | 495,009        | ジェイソン・ゴア           |
| 2004年          | ジミー・ウォーカー         | 371,346        | ジミー・ウォーカー         |
| 2003年          | ザック・ジョンソン         | 494,882        | ザック・ジョンソン         |
| Buy.com Tour    |                            |                |                            |
| 2002年          | パトリック・ムーア         | 381,965        | パトリック・ムーア         |
| 2001年          | チャド・キャンベル         | 394,552        | チャド・キャンベル         |
| 2000年          | スパイク・マクロイ         | 300,638        | スパイク・マクロイ         |
| Nike Tour       |                            |                |                            |
| 1999年          | カール・ポールソン         | 223,051        | カール・ポールソン         |
| 1998年          | ボブ・バーンズ             | 178,664        | ボブ・バーンズ             |
| 1997年          | クリス・スミス             | 225,201        | クリス・スミス             |
| 1996年          | スチュワート・シンク       | 251,699        | スチュワート・シンク       |
| 1995年          | ジェリー・ケリー           | 188,878        | ジェリー・ケリー           |
| 1994年          | クリス・ペリー             | 167,148        | クリス・ペリー             |
| 1993年          | ショーン・マーフィー       | 166,293        | ショーン・マーフィー       |
| Ben Hogan Tour  |                            |                |                            |
| 1992年          | ジョン・フラナリー         | 164,115        | ジョン・フラナリー         |
| 1991年          | トム・レーマン             | 141,934        | トム・レーマン             |
| 1990年          | ジェフ・マガート           | 108,644        | ジェフ・マガート           |